# 爱德华·梅兰比
爱德华·梅兰比爵士（英語：Sir Edward Mellanby，1884年4月8日—1955年1月30日）是英国医生和生理学家，1925年当选皇家学会会士，在1919年发现了维生素D并其在阻止佝僂病发生中的作用。